# 바르베리노발델사
바르베리노발델사(이탈리아어: Barberino Val d'Elsa)는 이탈리아 토스카나주 피렌체현에 있는 코무네다. 피렌체로부터 남쪽 30km 거리에 있다.
바르베르니 가문은 11세기 바르베리노발델사에서 시작되었다.

## 자매 도시
- 독일 슐리어제
- 서사하라 암갈라
- 프랑스 퓌블리에